# Condado de Niobrara
El condado de Niobrara (en inglés: Niobrara County) fundado en 1888 es un condado en el estado estadounidense de Wyoming. En el 2000 el condado tenía una población de 2.407 habitantes en una densidad poblacional de 0.354 personas por km². La sede del condado es Lusk.

## Geografía
Según la Oficina del Censo, el condado tiene un área total de 6806 km² (2627,8 mi²), de la cual 6801 km² (2625,9 mi²) es tierra y 5 km² (1,9 mi²) (0.08%) es agua.

### Condados adyacentes
- Condado de Weston - norte
- Condado de Custer - noreste
- Condado de Fall River - este
- Condado de Sioux - sureste
- Condado de Goshen - sur
- Condado de Platte - suroeste
- Condado de Converse - oeste

### Carreteras
- U.S. Highway 18
- U.S. Highway 20
- U.S. Highway 85

## Demografía
En el 2000 la renta per cápita promedia del condado era de $$29,701, y el ingreso promedio para una familia era de $33,714. En 2000 los hombres tenían un ingreso per cápita de $25,909 versus $17,016 para las mujeres. El ingreso per cápita para el condado era de $15,757. Alrededor del 13.40% de la población estaba bajo el umbral de pobreza nacional.

## Comunidades

### Pueblos
- Lusk
- Manville
- Van Tassell

### Lugares designados por el censo
- Lance Creek